# W. A. Greenlund

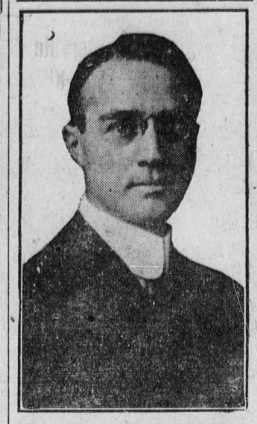
W. A. Greenlund

William A. Greenlund (* 20. Februar 1873 in Titusville, Pennsylvania; † 23. August 1935) war ein US-amerikanischer Politiker. Zwischen 1913 und 1915 war er Vizegouverneur des Bundesstaates Ohio.

## Werdegang
W. A. Greenlund besuchte die öffentlichen Schulen seiner Heimat und die High School in Pittsburgh. Seit 1891 lebte er in Cleveland, wo er in der Immobilienbranche arbeitete. Politisch schloss er sich der Demokratischen Partei an.  Als deren Kandidat zog er in den Senat von Ohio ein. Im Jahr 1916 war er Ersatzdelegierter zur Democratic National Convention, auf der Präsident Woodrow Wilson zur Wiederwahl nominiert wurde.
1912 wurde Greenlund an der Seite von James M. Cox zum Vizegouverneur von Ohio gewählt. Dieses Amt bekleidete er zwischen 1913 und 1915. Dabei war er Stellvertreter des Gouverneurs und Vorsitzender des Staatssenats. Nach seiner Zeit als Vizegouverneur ist er politisch nicht mehr in Erscheinung getreten. Er starb am 23. August 1935.